# Грассиа, Нини
Антонио (Нини) Грассиа (итал. Antonio «Ninì» Grassia) (Неаполь, 31 марта 1944 — 28 февраля 2010, Кастэль-Вольтурно) — итальянский режиссёр, сценарист и композитор.
Во время своё кинематографической карьеры снял 41 фильм, 43 рекламных ролика и 67 документальных фильмов, иногда самостоятельно писал к ним музыкальное сопровождение.
Некоторые его фильмы известны участием начинающих актеров, которые впоследствии стали знаменитостями итальянской эстрады: такими были Джиджи Д’Алессио, главный герой в Annaré и Cient’anne, и Нино Д’Анджело с кинематографическим дебютом в фильме Celebrità.

## Фильмография (частичная)

### Режиссура
- La pagella (1978)
- L’ultima volta insieme (1980)
- Celebrità (1981)
- L’ave maria (1982)
- Lo studente (1983)
- O' surdato 'nnamurato (1983)
- Il motorino (1984)
- Vacanze d’estate (1985)
- Il cantante e il campione (1985)
- Una tenera follia (1986)
- Il fascino sottile del peccato (1986)
- Una banda di matti in vacanza premio (1988)
- La puritana (1989)
- Provocazione fatale (1989)
- Sensazioni d’amore (1989)
- La bambola (1990)
- Fatalità (1992)
- The desire (1993)
- A big love (1993)
- Hollywood dream (1993)
- A great life (1993)
- Il burattinaio (The deal) (1994)
- Legittima vendetta (1995)
- Omicidio al telefono (1995)
- Hammamet village (1997)
- Italian gigolò (1997)
- Annaré (1998)
- Cient’anne (1999)
- T’amo e t’amerò (2001)
- Come sinfonia (2002)
- Il latitante (2004)

### Сценография
- Celebrità, Режиссёр Нини Грассиа (1981)
- O' surdato 'nnamurato, Режиссёр Нини Грассиа (1983)
- La puritana, Режиссёр Нини Грассиа (1989)
- Provocazione fatale, Режиссёр Нини Грассиа (1989)
- Fatalità, Режиссёр Нини Грассиа (1992)
- Attenti a noi due, Режиссёр Мариано Лауренти (1993)
- Annaré, Режиссёр Нини Грассиа (1998)
- Cient’anne, Режиссёр Нини Грассиа (1999)
- Come sinfonia, Режиссёр Нини Грассиа (2002)
- Il latitante, Режиссёр Нини Грассиа (2004)

### Сюжет
- Celebrità, Режиссёр Нини Грассиа (1981)
- O' surdato 'nnamurato, Режиссёр Нини Грассиа (1983)
- La puritana, Режиссёр Нини Грассиа (1989)
- Fatalità, Режиссёр Нини Грассиа (1992)
- Attenti a noi due, Режиссёр Мариано Лауренти (1993)
- Annaré, Режиссёр Нини Грассиа (1998)
- Cient’anne, Режиссёр Нини Грассиа (1999)
- Come sinfonia, Режиссёр Нини Грассиа (2002)
- Il latitante, Режиссёр Нини Грассиа (2004)

### Монтаж
- La bambola, Режиссёр Нини Грассиа (1990)
- Come sinfonia, Режиссёр Нини Грассиа (2002)

### Музыка
- Provocazione fatale, Режиссёр Нини Грассиа (1989)
- Come sinfonia, Режиссёр Нини Грассиа (2002)

### Продюсирование
- Attenti a noi due, Режиссёр Мариано Лауренти (1993)